# Carezze d'autore
Carezze d'autore, pubblicato nel 1994 su Musicassetta (ZS3604) e CD (ZS3602), è un album discografico del cantante Mario Trevi.

## Il disco
Il disco contiene brani inediti di Mario Trevi. Iniziate ad abbandonare le canzoni di cronaca e le sceneggiate alla fine degli anni settanta, Trevi ritorna a trattare il tema della canzone melodica, adattandosi alle nuove tematiche nascenti.
Gli arrangiamenti sono assegnati all'allora giovane maestro napoletano Carmine Liberati.

## Tracce
1. Chianu chiano (Riccio-Capasso)
2. 'O paese 'e mastu Rafele!... (Correale-Iaccarino-Calvino)
3. N'amicizia cara (Correale)
4. Ricciulè (Longo-Cataneo)
5. Nun ce penzà (Lafortezza-Esposito)
6. Lettera a Napule (Lafortezza-Imparato)
7. Si nun ce stisse tu (Lafortezza-Galdiero-De Vivo)
8. Quando nasce l'amore (Liberati-Russiello-Imparato)
9. Comm' è triste 'sta città (Correale)
10. 'E figlie nuoste (Lafortezza-Imparato-Esposito)